# Conca ’e Mòrtu
Das nahezu symmetrische, in Granit gehauene Domo von Conca ’e Mòrtu liegt an der Straße  in die Órtola nördlich von Irgoli in der Provinz Nuoro auf Sardinien.
Es besteht aus dem Zugang, mit einer kleinen Seitennische, der ovalen Vorkammer, einem Zwischengang und der etwa rechteckigen Hauptkammer (mit einer kleinen Nische in der Westwand), die alle auf einer Achse liegen. Die Ecken der Räume sind stark gerundet. Das Hauptmerkmal dieses Felsengrabes, in einem Gebiet mit vielen Tafoni, ist seine Außenansicht, die durch zwei Eintiefungen das Aussehen eines Totenschädel aufweist.
In der Nähe liegen die Domus de Janas von Conchèdda Fraicàta.